# Lavanttaler Alpen
Lavanttaler Alpen, Labotniške Alpe – pasmo górskie, które jest częścią Alp Noryckich w Alpach Wschodnich. Leży w większości w Austrii i w małej części w Słowenii, na południe od rzeki Mury i na północ od Drawy. Nazwa pasma pochodzi od doliny Lavanttal. Pasmo to obfituje w łagodne masywy z trawiastymi szczytami, zupełnie innymi niż w niedalekich, skalistych, Taurach.
Podgrupy z najwyższymi szczytami:
- Saualpe (Ladinger Spitze 2079 m)
- Alpy Seetalskie (Zirbitzkogel 2396 m)
- Koralpe (Großer Speikkogel 2140 m)
- Packalpe (Ameringkogel 2187 m)
- Gleinalpe (Lenzmoarkogel 1988 m)
- Kozjak (Kapunar 1052 m)